# Новомихайловское (Николаевская область)
Новомихайловское (укр. Новомихайлівське, до 2016 г. — Жовтневое) — село в Первомайском районе Николаевской области Украины.
Основано в 1802 году. Население по переписи 2001 года составляло 631 человек. Почтовый индекс — 56315. Телефонный код — 5135. Занимает площадь 1,516 км².

## Местный совет
56315, Николаевская обл., Первомайский р-н, с. Новомихайловское, ул. Орджоникидзе, 1